# Turkmenistan na Letnich Igrzyskach Olimpijskich 2012
Turkmenistan na Letnich Igrzyskach Olimpijskich 2012 reprezentowało dziesięcioro zawodników: siedmiu mężczyzn i trzy kobiety. Nie zdobyli oni żadnego medalu.
Był to piąty start reprezentacji Turkmenistanu na letnich igrzyskach olimpijskich.

## Skład kadry

### Boks
Mężczyźni
| Zawodnik             | Konkurencja | 1/16              | 1/8              | Ćwierćfinał      | Półfinał         | Finał            | Finał   |
| Zawodnik             | Konkurencja | Przeciwnik Wynik  | Przeciwnik Wynik | Przeciwnik Wynik | Przeciwnik Wynik | Przeciwnik Wynik | Miejsce |
| -------------------- | ----------- | ----------------- | ---------------- | ---------------- | ---------------- | ---------------- | ------- |
| Serdar Hudaýberdiýew | 64 kg       | Manoj Kumar 7-13  | → Nie awansował  | → Nie awansował  | → Nie awansował  | → Nie awansował  | 17.     |
| Nursähet Pazzyýew    | 75 kg       | Adem Kılıççı 7-14 | → Nie awansował  | → Nie awansował  | → Nie awansował  | → Nie awansował  | 17.     |

### Judo
Kobiety
| Zawodniczka        | Konkurencja | 1/16                        | 1/8                 | Ćwierćfinał         | Półfinał            | Pierwsza runda repasaży | Półfinał repasaży   | Finał               | Finał   |
| Zawodniczka        | Konkurencja | Przeciwniczka Wynik         | Przeciwniczka Wynik | Przeciwniczka Wynik | Przeciwniczka Wynik | Przeciwniczka Wynik     | Przeciwniczka Wynik | Przeciwniczka Wynik | Pozycja |
| ------------------ | ----------- | --------------------------- | ------------------- | ------------------- | ------------------- | ----------------------- | ------------------- | ------------------- | ------- |
| Gülnar Haýytbaýewa | - 63 kg     | Ramilə Yusubova P 0000-0111 | → Nie awansował     | → Nie awansował     | → Nie awansował     | → Nie awansował         | → Nie awansował     | → Nie awansował     | 17.     |

### Lekkoatletyka
Mężczyźni
Konkurencje techniczne
| Zawodnik        | Konkurencja | Kwalifikacje | Kwalifikacje | Finał           | Finał           |
| Zawodnik        | Konkurencja | Wynik        | Miejsce      | Wynik           | Miejsce         |
| --------------- | ----------- | ------------ | ------------ | --------------- | --------------- |
| Mergen Mämmedow | rzut młotem | 68,39        | 35.          | → Nie awansował | → Nie awansował |

Kobiety
Konkurencje biegowe
| Zawodnik       | Konkurencja | Preeliminacje | Preeliminacje | Eliminacje       | Eliminacje       | Półfinał         | Półfinał         | Finał            | Finał            |
| Zawodnik       | Konkurencja | Wynik         | Miejsce       | Wynik            | Miejsce          | Wynik            | Miejsce          | Wynik            | Miejsce          |
| -------------- | ----------- | ------------- | ------------- | ---------------- | ---------------- | ---------------- | ---------------- | ---------------- | ---------------- |
| Maýsa Rejepowa | 100 m       | 12,80         | 4.            | → Nie awansowała | → Nie awansowała | → Nie awansowała | → Nie awansowała | → Nie awansowała | → Nie awansowała |

### Pływanie
Mężczyźni
| Zawodnik         | Konkurencja   | Eliminacje | Eliminacje | Półfinał        | Półfinał        | Finał           | Finał           |
| Zawodnik         | Konkurencja   | Czas       | Miejsce    | Czas            | Miejsce         | Czas            | Miejsce         |
| ---------------- | ------------- | ---------- | ---------- | --------------- | --------------- | --------------- | --------------- |
| Sergeý Krowýakow | 100m dowolnym | 54,43      | 46.        | → Nie awansował | → Nie awansował | → Nie awansował | → Nie awansował |

Kobiety
| Zawodniczka     | Konkurencja     | Eliminacje | Eliminacje | Półfinał | Półfinał | Finał           | Finał           |
| Zawodniczka     | Konkurencja     | Czas       | Miejsce    | Czas     | Miejsce  | Czas            | Miejsce         |
| --------------- | --------------- | ---------- | ---------- | -------- | -------- | --------------- | --------------- |
| Jennet Saryýewa | 200m motylkowym | 5:40,29    | 35.        |          |          | → Nie awansował | → Nie awansował |

### Podnoszenie ciężarów
Mężczyźni
| Zawodnik           | Konkurencja | Rwanie | Rwanie  | Podrzut | Podrzut                    | Razem                      | Pozycja                    |
| Zawodnik           | Konkurencja | Wynik  | Pozycja | Wynik   | Pozycja                    | Razem                      | Pozycja                    |
| ------------------ | ----------- | ------ | ------- | ------- | -------------------------- | -------------------------- | -------------------------- |
| Ümürbek Bazarbaýew | -62 kg      | 135 kg | 7.      | 167 kg  | 6.                         | 302 kg                     | 6.                         |
| Daniýar Ismailow   | -69 kg      | 145 kg | 6.      | 165 kg  | 16.                        | 310 kg                     | 13.                        |
| Mansur Rejepow     | -85 kg      | 160 kg | 10.     | 190 kg  | → Nie ukończył konkurencji | → Nie ukończył konkurencji | → Nie ukończył konkurencji |